# Josèp d'Arbaud
Josèp d'Arbaud (Jóusè de Arbaud segons la norma mistralenca - Joseph d'Arbaud, en francès), (Mairarga, Provença, 4 d'octubre de 1874 - Ais de Provença, 2 de març de 1950), fou un poeta provençal d'expressió occitana i un felibre. Aristòcrata, és l'autor de la novel·la La Bèstia del Vacarés (la Bèstio dóu Vacarés - en norma mistralenca - La Bèstia dau Vacarés - en norma clàssica).

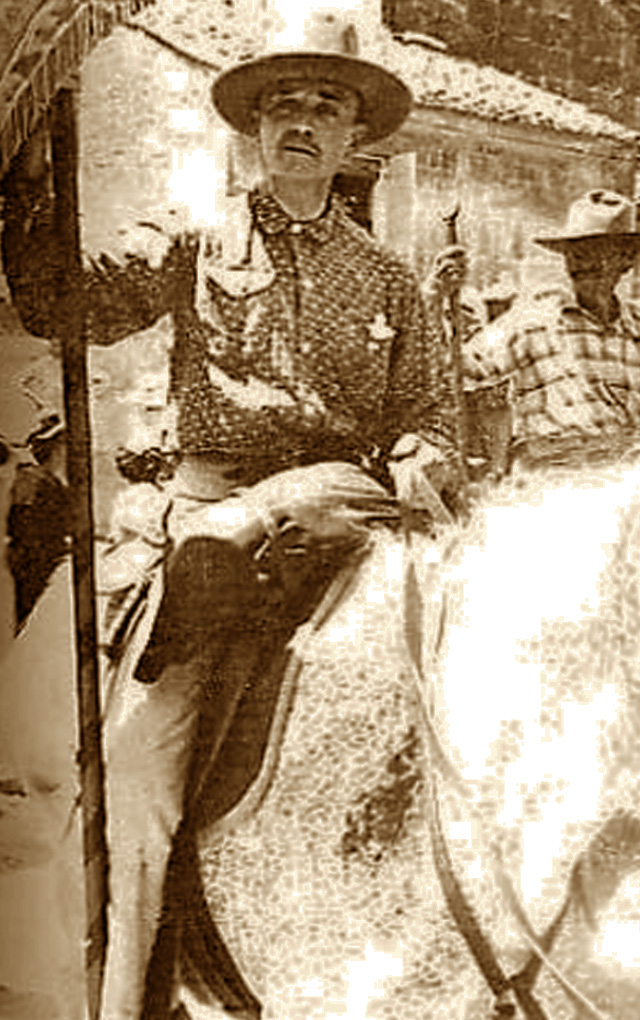
Joseph de Arbaud, l'any 1935, portant la bandera de sant Georges dels gardians de Camargue

## Biografia
Josèp d'Arbaud nasqué a la propietat familiar a Mairarga, en una família acabalada. Era fill de Philippe d'Arbaud i de Marie-Louise Valère-Martin. Marie d'Arbaud, la seva mare (felibressa sota el nom de Azalaïs de Arbaud i escriptora provençal en occità) és l'autora d'un recull de poemes publicat sota el nom de Lis Amouro de ribas (« Les mores dels marjals »).
A l'edat de 10 anys, marxa estudiar als jesuïtes a Avignon, a continuació fet estudis de dret a Aix-a-Provença. Després d'alguns anys mundans entre els joves escriptors d'Aix, un d'ells Joachim Gasquet, marxa a la Camargue i esdevé manadier (guàrdia a caval d'un ramat boví a la Camarga), a la imatge del seu cosí llunyà Folco de Baroncelli-Javon, alguns anys abans. Per a Jacques Blais (1984), fent això, d'Arbaud respon «a la necessitat d'experimentar pel seu compte el sentiment de grandesa que desprenen aquestes regions austeres».
Tingué per musa Marguerite de Baroncelli-Javon (germana del manadièr, escriptor i defensor de l'ànima provençal Folco de Baroncelli-Javon i del cineasta Jacques de Baroncelli), qui va ser reina del Félibrige de 1906 a 1913 sota el "capoulierat" (la presidència) de Mistral i que es casà l'any 1914 amb el pintor post-impressionista Georges Dufrénoy.
L'any 1918, esdevé majoral del Félibrige (Cigalo di Jardin) i dirigeix la revista regionalista Le Feu.
Morí a Aix-a-Provença l'any 1950 després haver-se casat l'any 1946 amb Yvonne Recurs, de Barjols (Var). És per altra banda en aquesta localitat on fou enterrat, en una tomba semblant als sarcòfags dels Alyscamps d'Arles.
El nom de Joseph de Arbaud ha estat donat a un gran nombre de carrers i diversos instituts i col·legis porten el seu nom (Barjòus, Cavaillon, Saló, i Vaison).

## Obres de Josèp d'Arbaud
- Lou Lausié d'Arle (« Le laurier d'Arles »), poèmes, 1906 (grand prix des Jeux Floraux septénaires du Félibrige).
- La Vesioun de l'Uba (« La Vision du Nord »), poème.
- Le Rampau d'Aram (« Les Rameaux d'airain »), poèmes.
- Jousè d'Arbaud " Nouvè Gardian " (« Le Noël du Garde-Bêtes »), Image de Léo Lelée, Soucieta d'Edicioun " Le Feu ", Ais, de Prouvènço, 1923
- La Caraco (« La Caraque »), nouvelles, Le Feu, 1926.
- La Bèstio dóu Vacarés (« La Bête du Vaccarès »), nouvelle inspirée de la légende de la bête du Vaccarès, Grasset & Fasquelle, 1926, 2007. ISBN 978-2-246-17684-8.
- La Sóuvagino (« La Sauvagine »), contes, 1929.
- La Coumbo (« La Combe »), poème.

### Publicades a títol pòstum
- Le Cant palustre (« Les Chants palustres »), poèmes, écrits en 1901, Plantilla:1re éd. Horizons De France, 1951.
- Espelisoun de l'Autounado (« Éclosion de l'Automne »), poème, Ed. du Baile-Verd (Max-Philippe Delavouët), 1950.
- L'Antifo (« L'Antifo »), conte, Imp. Mistral, Cavaillon, 1967.
- Obro Pouëtico (« Œuvres poétiques »), poème, Imp. Mistral, 1974.
- Jaquet lou Gaiard (« Jacquet le Robuste »), contes inédits publiés par Pierre Fabre, Maintenance de Provence du Félibrige, 2000.

### Traduccions al català
- La Bèstia del Vacarés. Edició bilingüe. Traducció de Jaume Figueras i Trull. Galerada (Barcelona, 2009).